# Каран (Буздякский район)
Каран (баш. Ҡаран) — село в Буздякском районе Республики Башкортостан Российской Федерации. Административный центр Каранского сельсовета.

## География

### Географическое положение
Расстояние до:
- районного центра (Буздяк): 18 км,
- ближайшей ж/д станции (Буздяк): 18 км.

## Население
| 2002 | 2009 | 2010 |
| ---- | ---- | ---- |
| 449  | ↘373 | ↘358 |

### Национальный состав
Согласно переписи 2002 года, преобладающие национальности — татары (66 %), башкиры (29 %).